# Liběšice (district de Louny)
Pour les articles homonymes, voir Liběšice.
Liběšice (en allemand : Libeschitz, auparavant Liebeschitz) est une commune du district de Louny, dans la région d'Ústí nad Labem, en Tchéquie. Sa population s'élevait à 768 habitants en 2021.

## Géographie
Liběšice se trouve à 15 km au sud-ouest de Louny, à 52 km au sud-ouest d'Ústí nad Labem et à 64 km au nord-ouest de Prague.

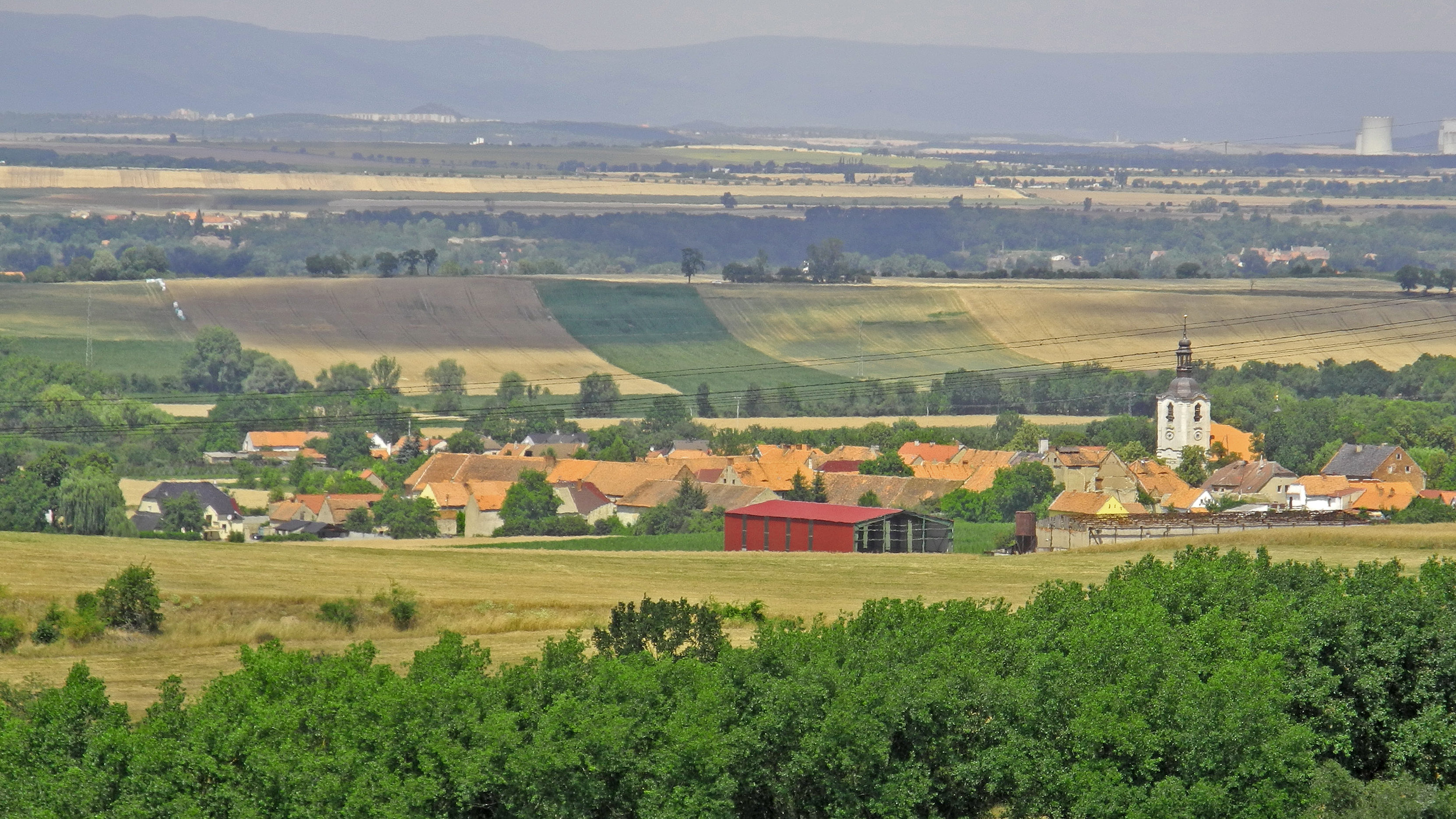
Liběšice : vue générale.

La commune est limitée par Žatec et Zálužice au nord, par Lipno et Tuchořice à l'est, par Deštnice au sud et au sud-ouest, et par Holedeč à l'ouest.

## Histoire
La première mention écrite du village date de 1281.

## Galerie

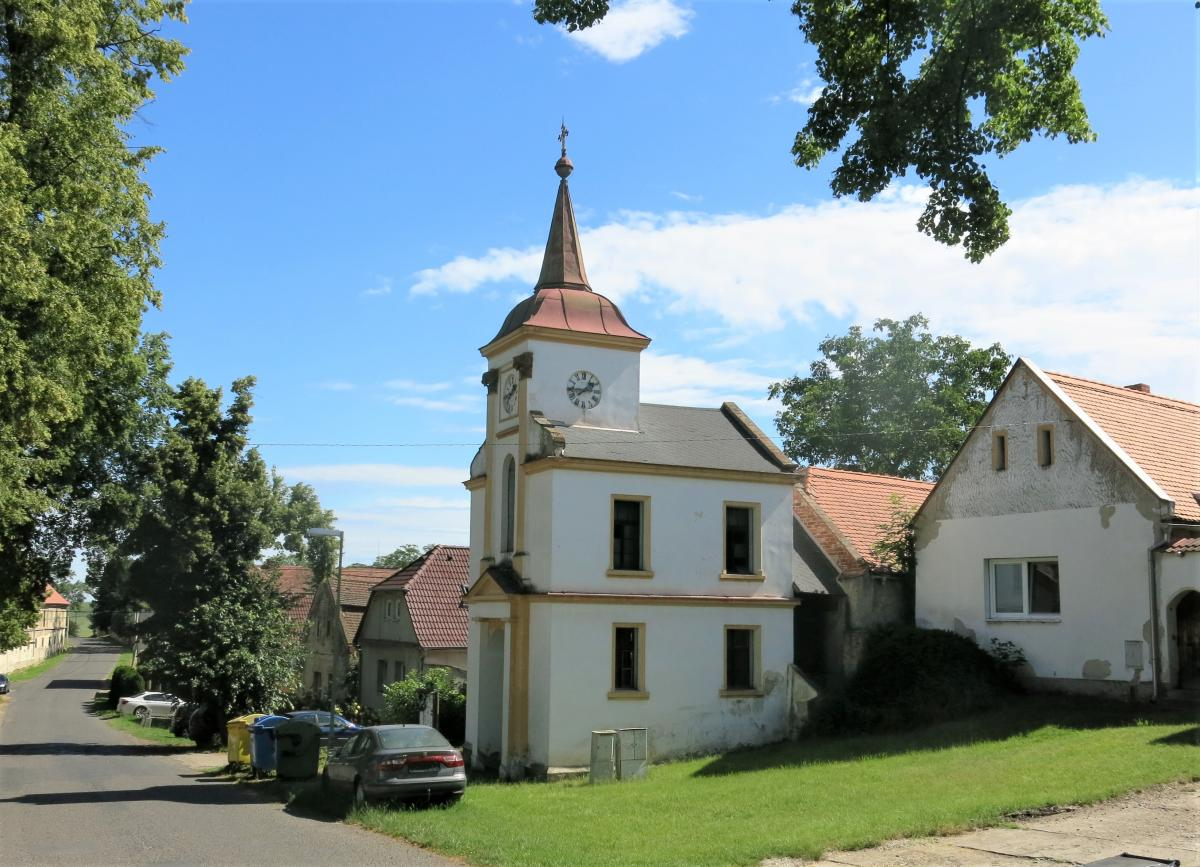
Chapelle à Liběšice.
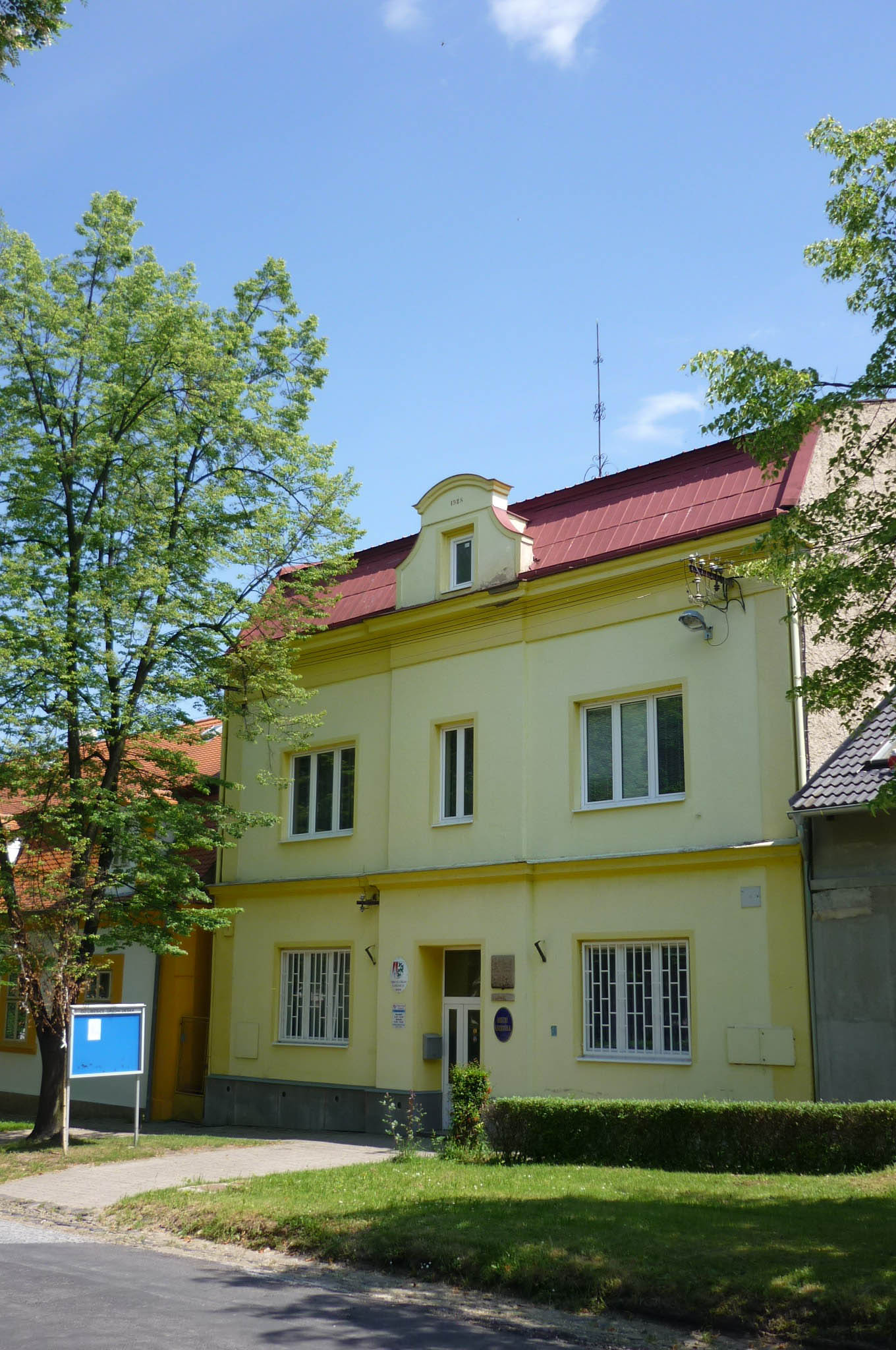
Liběšice : la mairie.

## Transports
Par la route, Liběšice se trouve à 8 km de Žatec, à 16 km de Louny, à 69 km d'Ústí nad Labem et à 76 km de Prague.